# 이요호조역
이요호조역(일본어: 伊予北条駅 이요호우죠우에키[*])은 일본 에히메현 마쓰야마시에 있는 시코쿠 여객철도 요산선의 역이다. 역 번호는 Y48이며, 단선 · 섬식의 형태를 합친 복합 구조의 지상역이다.

## 타는 곳
| 1 | ■ 요산 선 | (상행) | 이마바리 · 이요사이조 · 간온지 · 다도쓰 · 마루가메 · 다카마쓰 · 오카야마 방면 | (특급을 포함)                |
| 1 | ■ 요산 선 | (하행) | 마쓰야마 · 이요시 · 야와타하마 · 우와지마 방면                                | (특급을 포함)                |
| 2 | ■ 요산 선 | (상행) | 이마바리 · 이요사이조 · 간온지 · 다도쓰 방면                                  | (미드나이트 EXP 마쓰야마 만) |
| 2 | ■ 요산 선 | (하행) | 마쓰야마 · 이요시 · 야와타하마 · 우와지마 방면                                | (일부 특급을 포함)           |
| 3 | ■ 요산 선 | (상행) | 이마바리 · 이요사이조 · 간온지 · 다도쓰 방면                                  |                              |
| 3 | ■ 요산 선 | (하행) | 마쓰야마 · 이요시 방면                                                        |                              |

## 이용 현황
| 연도     | 하루 평균 승차 인원 |
| 2006년도 | 1,636명             |
| -------- | ------------------- |

## 역 주변
- 마쓰야마 시청 호조 지소
- 호조 항
- 세이 캐서린 대학 · 세이 캐서린 대학 단기대학부

## 역사
- 1926년 3월 28일 : 개업.
- 1987년 4월 1일 : 민영화에 의해, 시코쿠 여객철도로 이관.

## 인접 정차역
| 시코쿠 여객철도 요산선    | 시코쿠 여객철도 요산선 | 시코쿠 여객철도 요산선        |
| ------------------------- | ---------------------- | ----------------------------- |
| Y 47 오우라 다카마쓰 방면 | 요산 선                | 야나기하라 Y 49 마쓰야마 방면 |